# Circondario federale dell'Estremo Oriente
Il circondario federale dell'Estremo Oriente (in russo Дальневосто́чный федера́льный о́круг?, Dal'nevostočnyj federal'nyj okrug), è uno degli otto circondari federali della Russia, il più esteso ma anche il meno popoloso.

## Suddivisione
Il circondario comprende 11 soggetti federali.
| La mappa è numerata secondo l'ordine alfabetico cirillico. |          |                                                                         |             |           |                                                     |
| #                                                          | Bandiera | Soggetto federale                                                       | Area in km2 | Abitanti  | Capitale                                            |
| 1                                                          |          | Oblast' dell'Amur (Амурская область)                                    | 361.900     | 809 873   | Blagoveščensk (Благовещенск)                        |
| 2                                                          |          | Buriazia (*) (Республика Бурятия) dal 3 novembre 2018                   | 351.300     | 972 021   | Ulan-Udė (Ула́н-Удэ)                                 |
| 3                                                          |          | Oblast' autonoma ebraica (Еврейская автономная область)                 | 36.300      | 168 368   | Birobidžan (Биробиджан)                             |
| 4                                                          |          | Territorio della Transbajkalia (Забайкальский край) dal 3 novembre 2018 | 431.500     | 1 107     | Čita (Чита)                                         |
| 5                                                          |          | Territorio della Kamčatka (Камчатский край)                             | 464.275     | 317 269   | Petropavlovsk-Kamčatskij (Петропавловск-Камчатский) |
| 6                                                          |          | Oblast' di Magadan (Магаданская область)                                | 462.464     | 150 312   | Magadan (Магадан)                                   |
| 7                                                          |          | Territorio del Litorale (Приморский край)                               | 164.673     | 1 956 426 | Vladivostok (Владивосток)                           |
| 8                                                          |          | Repubblica di Sacha (Jacuzia) (Республика Саха)                         | 3 083 523   | 956 896   | Jakutsk (Якутск)                                    |
| 9                                                          |          | Oblast' di Sachalin (Сахалинская область)                               | 87.101      | 673 100   | Južno-Sachalinsk (Южно-Сахалинск)                   |
| 10                                                         |          | Territorio di Chabarovsk (Хабаровский край)                             | 788.600     | 1 343 869 | Chabarovsk (Хабаровск)                              |
| 11                                                         |          | Circondario autonomo della Čukotka (Чукотский автономный округ)         | 721.481     | 50 562    | Anadyr' (Анадырь)                                   |

## Città principali
- Chabarovsk (611.160)
- Vladivostok (606.653)
- Ulan-Udė (404.426)
- Čita (324.444)
- Jakutsk (303.836)
- Komsomol'sk-na-Amure (251.283)
- Blagoveščensk (224.335)
- Južno-Sachalinsk (193.669)
- Petropavlovsk-Kamčatskij (181.015)
- Magadan (92.081)